# Evelyn Ward
Evelyn Mae Ward, född 21 maj 1923 i West Orange i New Jersey, död 23 december 2012 i Los Angeles i Kalifornien, var en amerikansk skådespelerska, känd för bland annat en del musikal- och TV-framträdanden. Hon var mor till skådespelaren och sångaren David Cassidy (1950–2017), från hennes äktenskap med skådespelaren Jack Cassidy (1927–1976).
Wards karriär satte fart under tonåren, när hon var dansare i en "Roxyette"-grupp, på Roxy Theatre i New York. Hon har därefter medverkat i ett flertal musikaler/scenuppsättningar, men hon har också medverkat i en del film- och TV-produktioner.
Ward var, efter sitt äktenskap med Jack Cassidy, gift med filmregissören Elliot Silverstein (1927-2023), vilket hon var mellan åren 1962 och 1968. Hon var därefter gift med Alton Charles "Al" Williams (år för giftermål saknas), ända fram till hans död i juni 2005.
Ward, som aldrig fick några mer barn än sonen David, fick totalt två barnbarn, däribland skådespelerskan och sångerskan Katie Cassidy, som sonen David fick efter en utomäktenskaplig kärleksaffär med modellen Sherry Williams (senare gift Benedon).